# Enlace glucosídico
En el ámbito de los glúcidos, el enlace glucosídico es aquel mediante el cual un glúcido se enlaza con otra molécula, sea o no un glúcido. 
Los términos glucosídico y glicosídico pueden considerarse sinónimos, pero algunos prefieren reservar enlace glucosídico para la combinación en que todos los monómeros son de glucosa exclusivamente, y enlace glicosídico si el enlace se establece con algún monosacárido diferente de la glucosa.
 

Si se unen dos o más monosacáridos (formando disacáridos o polisacáridos) usando un átomo de oxígeno como puente entre ambas moléculas,Nota su denominación correcta es enlace O-glucosídico. Análogamente, también existen enlaces S-, N- y C-glucosídicos.
Nota: El enlace glicosídico puede parecer similar a un éter, pero estrictamente no es tal, sino que es un acetal o un cetal, resultante de la reacción entre un grupo hidroxilo y el hemiacetal (el monosacárido aldosa en forma cíclica) o el hemicetal (la cetosa en forma cíclica)

## Descripción

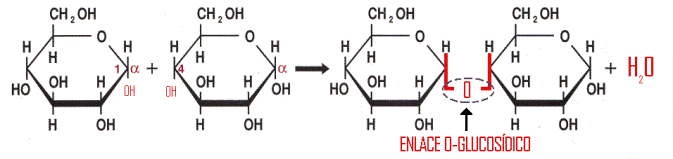
Esquema del enlace O-glucosídico entre dos monosacáridos de glucosa.

En el esquema, se unen dos moléculas de α-D-glucosa (son α porque el grupo OH del carbono anomérico está en posición trans con respecto al CH2OH).
En el enlace O-glucosídico, reacciona el grupo OH (hidroxilo) del carbono anomérico del primer monosacárido con un OH unido a un carbono (anomérico o no) del segundo monosacárido. Se forma un disacárido y una molécula de agua. El proceso es realmente una condensación, se denomina deshidratación por la característica de la pérdida de la molécula de agua, al igual que ocurre en la formación del enlace peptídico.
Si la reacción de los OH provienen de los dos carbonos anoméricos, el disacárido será dicarbonílico, los dos grupos -OH se ven involucrados en el enlace, y no tendrá poder reductor ya que este reside en el grupo -OH. Sin embargo, si en el enlace participan los OH de un carbono anomérico y de otro carbono no anomérico, el disacárido será monocarbonílico y tendrá poder reductor (ya que queda un grupo OH libre en el otro carbono anómerico). Este hecho se puede comprobar exprimentalmente mediante la reacción con el reactivo de Fehling o con el reactivo de Tollens.
Al final del proceso ambos monosacáridos quedarán unidos por un oxígeno (O).

## Nomenclatura
Para nombrar los disacáridos se considera la posición del enlace respecto al carbono anomérico, componiendo el nombre de la siguiente forma:
- Se indica la configuración del carbono anomérico que une los monómeros
- Se añade el enantiómero (D o L) de cada uno
- Se indica la estructura del anillo de cada monómero (furano o pirano)
- Se añade la terminación -osil al primer monosacárido
- Entre paréntesis se coloca el número del carbono del primer monómero unido por el enlace, una flecha y el número del carbono del segundo (X → X`)
- Se escribe el segundo monosacárido siguiendo las reglas anteriores. Si el enlace es dicarbonílico termina en -ósido; si el enlace es monocarbonílico termina en -osa.

Así el ejemplo del esquema será:
α-D-glucopiranosil (1→4) α-D-glucopiranosa

### Tipos de enlaces
En la naturaleza se encuentran 5 tipos principales de enlaces glucosídicos entre diferentes tipos de monosacáridos:
- α (1→2) - como en la sacarosa
- α (1→4) - como en la maltosa
- α (1→6) - como en la isomaltosa
- β (1→4) - como en la celobiosa o en la lactosa
- β (1→6) - como en la gentiobiosa